# 찰리 웨버
찰리 웨버(Charlie Weber, 1978년 9월 20일 ~ )는 미국의 배우이다.

## 출연 작품
- 애프터: 그 후 (2020)
- 익스페트리어트 (2017)
- 하우 투 겟 어웨이 위드 머더 시즌3 (2016)
- 자헤드 3: 더 씨즈 (2015)
- 하우 투 겟 어웨이 위드 머더 시즌2 (2015)
- 범죄의 재구성 (2014)
- 뱀파이어 써커 (2010)
- 사랑보다 아름다운 유혹 3 (2004)
- 게이시 (2003)
- 뱀파이어 해결사 (1997)